# Halo (sèrie)
Halo és una franquícia multimilonària de ciència-ficció creada per Bungie, recentment gestionada per 343 Industries i propietat de Microsoft Studios. La sèrie gira al voltant d'una guerra interestelar entre la humanitat i una aliança teocràtica coneguda com el Covenant (pacte, en català). El Covenant són dirigits pels seus líders religiosos, els Profetes, i adoren una antiga civilització coneguda com els Forerunners, que van caure en combat contra el paràsit Flood. La majoria dels videojocs se centren en les aventures de John-117 (Master Chief), un súper soldat humà biologicament millorat, i la seva companya Cortana, una intel·ligència artificial (IA). El terme "Halo" fa referència a les megaestructures habitables en forma d'anell. Fins ara, Halo ha venut més de 55 milions de còpies des del seu primer llançament fins a l'últim joc desenvolupat per 343 Industries, Halo 4.

## Argument
En el passat distant, una raça intel·lectual anomenada els Forerunners va lluitar contra una espècie paràsita coneguda com a "Flood". Aquesta, que es propagava a través de la infecció d'altres formes de vida, va superar els Forerunners i es va esparcir per gran part de la galàxia. Una de les espècies afectades va ser la humanitat, que es va veure obligada a endinsar-se en l'espai i entrar en conflicte contra els Forerunners. Finalment, exhausts per la guerra i després d'esgotar totes les opcions, els Forerunners van optar pel seu últim recurs, una arma que destruiria els Flood. Utilitzant una instal·lació coneguda com "l'Arca" (The Ark), van construir enormes estructures en forma d'anell, els Halos. La matriu d'halos, un cop activada, destruiria tota la vida intel·ligent de la galàxia -deixant els Flood sense formes de vida per poder infectar i matant-los de gana. Intentant resistir fins a l'últim moment, els Foreruuners van activar els halos i van desaparèixer.
Desenes de milers d'anys després, en el segle XXVI, sota el control del Comandament Espacial de les Nacions Unides, o CENU (United Nations Space Command o UNSC; Mando Espacial de les Nacions Unides o MENU), va colonitzar múltiples planetes gràcies al desenvolupament de la tecnologia que permetia els viatges intestelars a velocitats superiors a la de la llum. Les tensions entre les colònies més noves, les "colònies internes", i les remotes, les "colònies externes", augmenten fins a esdevenir en una guerra civil. En aquest punt, la UNSC va inicar un programa per crear un grup de súper-soldats d'elit, coneguts com a Spartans, per tal d'acabar amb la rebel·lió d'una manera silenciosa. L'any 2552, la colònia Harvest és atacada per una aliança teocràtica de diverses espècies alienigena que es fan dir "el Covenant". Els líders del Covenant declaren a la humanitat com heretges i una ofensa pels seus déus (els Forerunners) i comencen una guerra santa per exterminar tota l'espècie humana. La tecnologia Covenant, juntament amb la seva superioritat numèrica, demostren ser armes letals i decisives. L'únic factor que juga a favor de la humanitat són els Spartans, tot i que n'hi ha molt pocs per aconseguir girar el rumb de la batalla.